# Kazimierz (święty)
Święty Kazimierz (właśc. Kazimierz Jagiellończyk; ur. 3 października 1458 w Krakowie, zm. 4 marca 1484 w Grodnie) – polski królewicz, syn króla Kazimierza IV Jagiellończyka i Elżbiety Rakuszanki, od 1481 namiestnik królewski w Koronie Królestwa Polskiego; święty Kościoła katolickiego (1602), patron Polski, Litwy, diecezji radomskiej i Radomia.

## Życiorys

### Młodość i pochodzenie

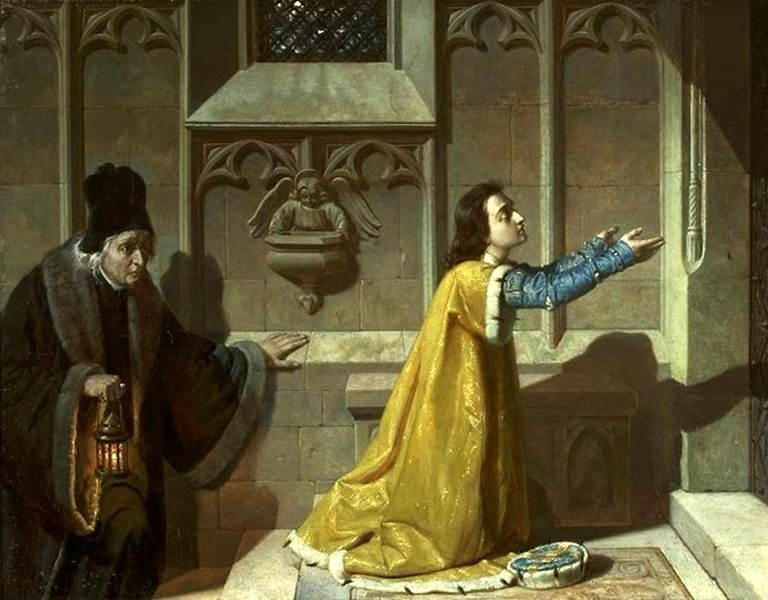
Jan Długosz świadkiem modlitwy Kazimierza, obraz Floriana Cynka

Kazimierz Jagiellończyk urodził się w Krakowie na Zamku Królewskim na Wawelu, jako trzecie dziecko i drugi syn Kazimierza IV Jagiellończyka i Elżbiety Rakuszanki. Jego wychowawcą, jak i pozostałych braci, był Jan Długosz.
W 1471, po śmierci króla Czech Jerzego, starszy brat Kazimierza, Władysław, zasiadł na czeskim tronie. W tym samym czasie na Węgrzech wybuchł bunt przeciw panującemu tam Maciejowi Korwinowi. Buntownicy poprosili, aby królewicz Kazimierz objął władzę, ten wydał 20 września manifest wojenny przeciwko Maciejowi Korwinowi, przypominając w nim, że jest siostrzeńcem Władysława Pogrobowca. Wyprawa pod wodzą Piotra Dunina wyruszyła 2 października, ale zakończyła się porażką, gdyż polska armia była nieliczna. Po dotarciu do Nitry wyprawa uległa załamaniu z braku wystarczającego wsparcia ze strony węgierskich magnatów. W efekcie Kazimierz zawrócił do Polski, jego wojska były napadane w drodze przez chłopów wezwanych przez Macieja Korwina do powstania. Nieudana wyprawa, podczas której dochodziło do rabunków, buntów nieopłaconego rycerstwa i gwałtów, była dużym przeżyciem dla trzynastoletniego, wrażliwego chłopca.
Po powrocie z Węgier wiosną 1472 roku Kazimierz wraz z młodszymi braćmi kontynuował naukę pod kierownictwem Długosza na zamku w Dobczycach. Zajęcia ze sztuki wojennej prowadził z królewiczami ochmistrz królewski, Stanisław Szydłowiecki. Do grona nauczycieli dołączył humanista Kallimach (Fillipo Buonaccorsi). Ambroży Contarini, dyplomata wenecki, w swoich pamiętnikach chwalił mowę powitalną piętnastoletniego królewicza wygłoszoną na jego cześć. Kazimierz był przez stykających się z nim ludzi uważany za zrównoważonego, inteligentnego i wykształconego młodego człowieka. Pomimo przeżyć nieudanej wyprawy na Węgry, pozostawał pod wpływem heroicznej legendy stryja Władysława Warneńczyka. Namówił Kallimacha i Piotra z Bnina do napisania żywota polsko-węgierskiego króla.

### Przygotowanie do władzy
Od 1475 r. król Kazimierz Jagiellończyk zaczął wprowadzać traktowanego jako następcę tronu Kazimierza w arkana władzy. Królewicz brał udział w posiedzeniach rady koronnej. W 1476 r. udał się z ojcem do Prus. Od 1478 r. król Kazimierz przebywał z królewiczami Kazimierzem i Janem Olbrachtem w Wielkim Księstwie. Litwini domagali się ustanowienia osobnego księcia dla ich państwa, wskazując przy tym na królewicza Kazimierza. Król zdecydowanie odmówił, a po wykryciu spisku na życie jego i synów (1481), odesłał królewiczów do Polski.
Przez prawie dwa lata królewicz Kazimierz był namiestnikiem ojca w królestwie. Miał tytuł „secundogentis Regis Poloniae”. Rezydował w Radomiu. Jego krótkie rządy były przez ówczesnych dobrze oceniane. Poprawił bezpieczeństwo na drogach, ukrócając rozboje. Czynnym udziałem w sprawowaniu sądownictwa doprowadził do nadrobienia narosłych zaległości w rozstrzyganiu spraw przez sąd królewski. W przeciwieństwie do ojca utrzymywał dobre kontakty ze stanami pruskimi – był zwolennikiem większej samodzielności tej prowincji.

### Choroba i śmierć

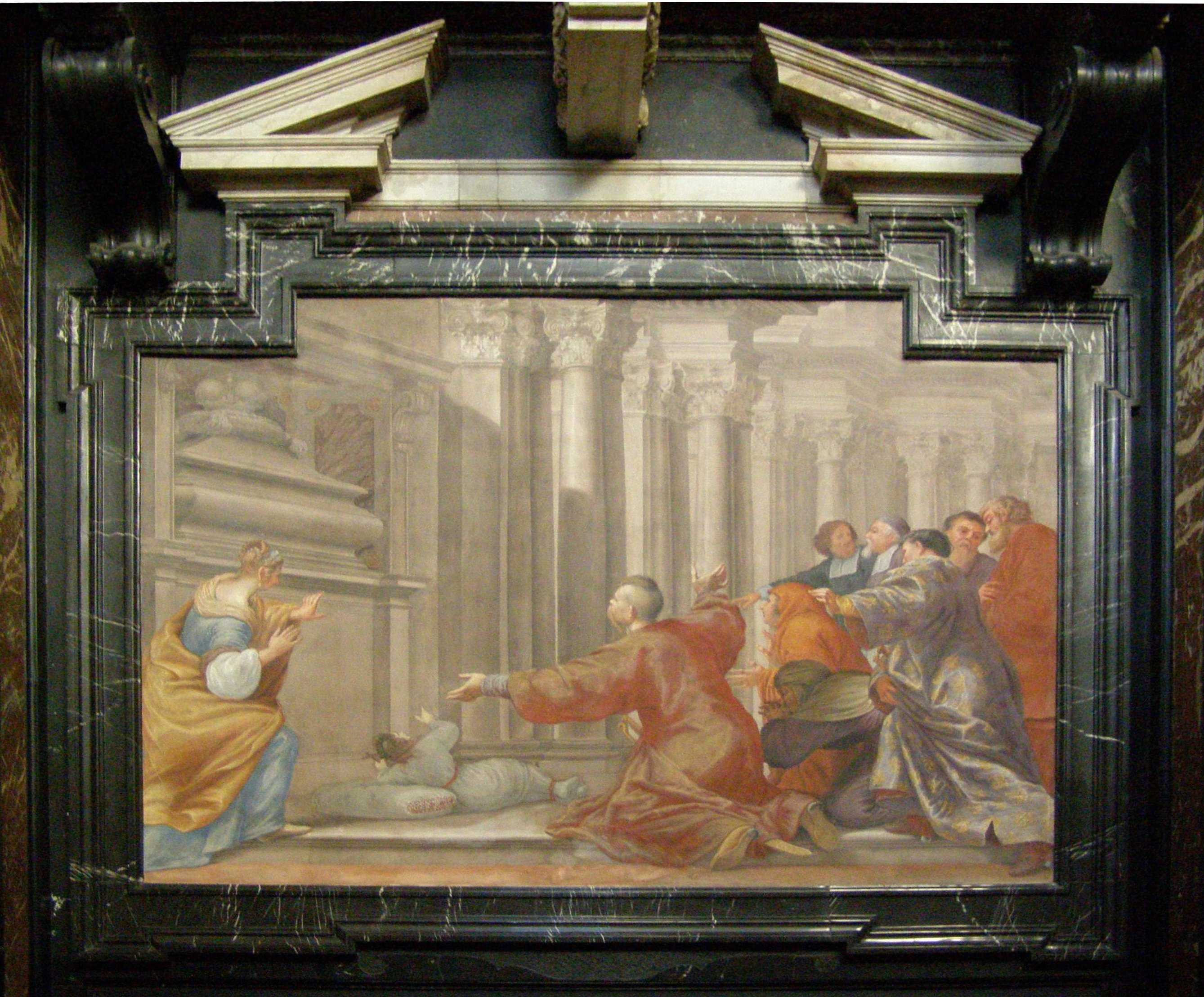
Cud przy trumnie św. Kazimierza, fresk Michelangelo Palloniego z 1692 w kaplicy św. Kazimierza w katedrze wileńskiej

Królewicza zaczęły coraz bardziej trapić dolegliwości. Okazało się, że jest chory na gruźlicę. Późną wiosną 1483 r. został odwołany do Wilna. Pomimo postępującej choroby brał udział w zarządzaniu państwem. Z tego czasu pochodzą dokumenty, które Kazimierz podpisywał w zastępstwie podkanclerzego. Pod koniec 1483 r. wraz z ojcem Kazimierz wybrał się w podróż do Lublina na zjazd szlachty królestwa. Ze względu na stan zdrowia pozostał jednak w Grodnie. Król po otrzymaniu informacji w lutym 1484 r. o ciężkim stanie syna przerwał obrady i powrócił do Grodna. W obecności ojca Kazimierz zmarł 4 marca 1484 r. Został pochowany w kaplicy św. Kazimierza w katedrze wileńskiej.

## Kanonizacja

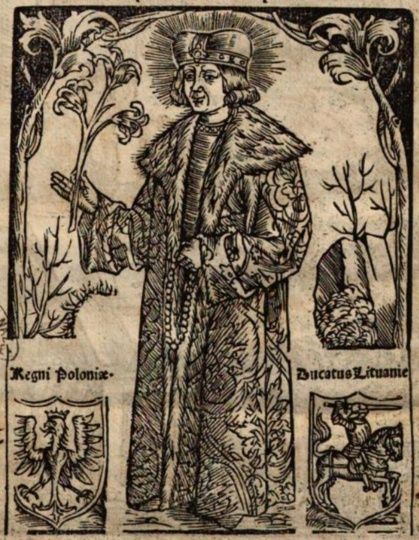
Wizerunek św. Kazimierza na okładce pierwszego Żywota

Śmierć młodego księcia wzbudziła w Polsce i na Litwie poruszenie. Pojawiły się sławiące królewicza wypowiedzi i epitafia. Niewątpliwie w staraniach o kanonizację Kazimierza poważną rolę odegrał aspekt polityczny. Chrześcijańska od stu lat Litwa nie miała świętego patrona rodzimego pochodzenia. Możnowładcy litewscy dobrze wspominali królewicza (był ich kandydatem do wielkoksiążęcego stolca). Święty wywodzący się z ich rodu dodałby również splendoru dynastii Jagiellonów. Młodo zmarły, mający opinię sprawiedliwego i pobożnego królewicz, wyśmienicie nadawał się do spełnienia obu z tych ról. Wśród rycerstwa polskiego i litewskiego biorącego w czasie wojny litewsko-moskiewskiej udział w wyprawie z odsieczą Połockowi w 1518 r. pojawiły się opowieści o pomocy zmarłego królewicza, który miał się pojawić na chmurze i pokazać dogodne brody na Dźwinie. Dało to Zygmuntowi Staremu dodatkowy atut w staraniach o wyniesienie brata na ołtarze. W tymże roku król wysłał za pośrednictwem Jana Łaskiego prośbę o jego kanonizację. W odpowiedzi do Polski przyjechał legat papieski Zaccaria Ferreri (Zachariasz). Widząc rozpowszechniający się kult świętego i poznając jego życie, napisał na cześć Kazimierza hymn po łacinie oraz spisał jego życiorys (żywot). Przygotował również teksty liturgiczne ku czci świętego. Papież Leon X w 1521 r. wydał bullę kanonizacyjną i wręczył ją biskupowi płockiemu Erazmowi Ciołkowi. Niestety zmarł on we Włoszech w 1522 r. w czasie zarazy, a wszystkie jego dokumenty zaginęły. Dopiero król Zygmunt III Waza uzyskał nową bullę wydaną 7 listopada 1602 r. przez papieża Klemensa VIII na podstawie kopii bulli Leona X, którą znaleziono w archiwum watykańskim.
Z okazji kanonizacji (1602) otwarto grób świętego Kazimierza. Jego ciało pomimo znacznej wilgotności tam panującej (cegły były mokre), po 118 latach było, według świadków, nienaruszone. U wezgłowia znaleziono pergamin z ulubionym hymnem świętego Omni die dic Mariae („Każdego dnia sław Maryję”).
Uroczystości kanonizacyjne odbyły się w 1604 r. w katedrze wileńskiej. Biskup Benedykt Woyna poświęcił z tej okazji kamień węgielny pod pierwszy kościół ku czci św. Kazimierza przy kolegium jezuitów. W 1636 r. uroczyście przeniesiono relikwie świętego do kaplicy ufundowanej przez Zygmunta III i Władysława IV, a w 1953 r. przeniesiono jego doczesne szczątki z katedry do kościoła świętych Piotra i Pawła. Część relikwii świętego została wysłana kawalerom maltańskim na prośbę ich kapituły, gdyż w 1960 r. obrali św. Kazimierza swoim patronem.

## Ikonografia
Święty Kazimierz przedstawiany jest w stroju książęcym z mitrą na głowie i lilią w dłoni lub jako klęczący przed drzwiami zamkniętej katedry. Atrybutami świętego są dwie skrzyżowane buławy, herb Jagiellonów, Matka Boska Ostrobramska oraz szarfa z tytułem hymnu znalezionego w trumnie.

## Patronat
Święty Kazimierz jest od 1636 r. głównym patronem Litwy oraz od 1948 r. szczególnym patronem młodzieży litewskiej (ogłosił to papież Pius XII). Jest jednym z historycznych patronów Polski, a od 1960 r. również jednym z patronów Kawalerów Maltańskich. Jest orędownikiem i patronem poświęcających się służbie publicznej. Na Litwie uważany jest także za opiekuna rzemieślników. Jest również patronem archidiecezji wileńskiej i białostockiej, diecezji radomskiej (od 1992), drohiczyńskiej i pińskiej oraz miasta Radom (od 1983). Był kiedyś patronem poznańskiej dzielnicy (wcześniej samodzielnego miasta) Śródki. Obecnie kościół pw. świętego Kazimierza na Śródce jest kościołem parafii polsko-katolickiej. W Pruszkowie w 1913 r. erygowana została parafia św. Kazimierza. Święty Kazimierz jest również patronem szkoły podstawowej w Bańskiej Niżnej, szkoły podstawowej w Mszanie (od 1991)  szkoły podstawowej nr 8 w Białymstoku (od 2006), a także szkoły podstawowej nr 4 w Radomiu, parafii rzymskokatolickiej (oraz ulicy przy której znajduje się kościół parafialny) w Łodzi oraz Diecezjalnego Seminarium Misyjnego Redemptoris Mater w Holandii, w diecezji Haarlem-Amsterdam, w miasteczku o nazwie Nieuwe-Niedorp. Najstarszym kościołem na terenie Polski, którego patronem jest św. Kaźmierz jest 
świątynia oo. reformatów w Krakowie, erygowana w 1672 r.
Święty Kazimierz jest również patronem odznaczenia nadawanego przez Organizację Monarchistów Polskich z Wrocławia – „Krzyża Świętego Kazimierza Królewicza”.

## Dzień obchodów
Kazimierz jest jedynym świętym tego imienia. Jego święto liturgiczne przypada w rocznicę śmierci – 4 marca.

## W kulturze
Na zamówienie królowej Marii Kazimiery (wdowy po Janie III Sobieskim) Alessandro Scarlatti skomponował oratorium Święty Kazimierz Król Polski (wł. San Casimiro Rè di Polonia. Oratorio a cinque voci). Utwór na pięć głosów i orkiestrę został po raz pierwszy wykonany we Florencji w 1705 roku, choć istnieją przypuszczenia, iż mógł być zaprezentowany już rok wcześniej w Rzymie.

## Tablica przodków
| Tablica rodowodowa                                              | | | | | | | | |
| Prapradziadkowie                                                | Giedymin, wielki książę litewski (1255–12.1341) Jewna, księżniczka ruska (1270–?)                                                             | Aleksander twerski, wielki książę twerski i włodzimierski (7.10.1301–29.10.1339) Anastazja halicka, księżna nowogrodzka, wielka księżna włodzimierska i twerska (1296–1365) | Iwan Holszański h. Hippocentaurus, książę holszański (1344–1401) Agrypina Holszańska, księżniczka smoleńska (1350–1401)                       | Dymitr Starszy Olgierdowic, wielki książę trubecki, briański, starodubowski, książę drucki i perejesławski (1320–12.08.1399) Anna Iwanowna Drucka (1340–?) | Albrecht III Habsburg, książę Austrii (9.09.1348–28.08.1395) Beatrycze Hohenzollern, księżna Austrii (1360–10.06.1414) | Albrecht I Bawarski, książę Straubing, hrabia Holandii, Zelandii i Hainaut (25.07.1336–13.12.1404) Małgorzata brzeska, księżna bawarska (1336–26.02.1386)                                                                                               | Karol IV Luksemburski, margrabia Moraw, hrabia Luksemburga, król Niemiec, Czech, cesarz rzymski, elektor Brandenburgii (14.05.1316–29.11.1378) Elżbieta pomorska, królowa Rzymu, Czech, cesarzowa rzymska (1347–15.04.1393)                             | Herman II Cylejski (1365–13.10.1435) Anna von Schaunberg (1358–1396) |
| Pradziadkowie                                                   | Olgierd Giedyminowic, wielki książę litewski (01.1296–24.05.1377) Julianna twerska, wielka księżna litewska (1325–17.03.1399)                 | Olgierd Giedyminowic, wielki książę litewski (01.1296–24.05.1377) Julianna twerska, wielka księżna litewska (1325–17.03.1399)                                               | Andrzej Holszański h. Hippocentaurus (1374–1426) Aleksandra Drucka, księżniczka litewsko-ruska (1383–1426)                                    | Andrzej Holszański h. Hippocentaurus (1374–1426) Aleksandra Drucka, księżniczka litewsko-ruska (1383–1426)                                                 | Albrecht IV Habsburg, książę Austrii (19.09.1377–14.09.1404) Joanna Zofia Bawarska, księżna Austrii (13.09.1377–15.11.1410) | Albrecht IV Habsburg, książę Austrii (19.09.1377–14.09.1404) Joanna Zofia Bawarska, księżna Austrii (13.09.1377–15.11.1410) | Zygmunt Luksemburski, król Węgier, Niemiec, książę Luksemburga, król Włoch, cesarz rzymski, król Czech (14.02.1368–9.12.1437) Barbara Cylejska, królowa Węgier, Czech i Niemiec (1392–11.07.1451)                                                       | Zygmunt Luksemburski, król Węgier, Niemiec, książę Luksemburga, król Włoch, cesarz rzymski, król Czech (14.02.1368–9.12.1437) Barbara Cylejska, królowa Węgier, Czech i Niemiec (1392–11.07.1451)                                                       |
| Dziadkowie                                                      | Władysław II Jagiełło, wielki książę litewski, król Polski (1348–1.06.1434) Zofia Holszańska h. Hippocentaurus (1405–21.09.1461)              | Władysław II Jagiełło, wielki książę litewski, król Polski (1348–1.06.1434) Zofia Holszańska h. Hippocentaurus (1405–21.09.1461)                                            | Władysław II Jagiełło, wielki książę litewski, król Polski (1348–1.06.1434) Zofia Holszańska h. Hippocentaurus (1405–21.09.1461)              | Władysław II Jagiełło, wielki książę litewski, król Polski (1348–1.06.1434) Zofia Holszańska h. Hippocentaurus (1405–21.09.1461)                           | Albrecht II Habsburg, książę Austrii, margrabia Moraw, król Niemiec, Czech, Węgier, Chorwacji, książę Luksemburga (10.08.1397–27.10.1439) Elżbieta Luksemburska, cesarzówna Niemiec, królewna i królowa Niemiec, Czech i Węgier (27.11.1409–25.12.1442) | Albrecht II Habsburg, książę Austrii, margrabia Moraw, król Niemiec, Czech, Węgier, Chorwacji, książę Luksemburga (10.08.1397–27.10.1439) Elżbieta Luksemburska, cesarzówna Niemiec, królewna i królowa Niemiec, Czech i Węgier (27.11.1409–25.12.1442) | Albrecht II Habsburg, książę Austrii, margrabia Moraw, król Niemiec, Czech, Węgier, Chorwacji, książę Luksemburga (10.08.1397–27.10.1439) Elżbieta Luksemburska, cesarzówna Niemiec, królewna i królowa Niemiec, Czech i Węgier (27.11.1409–25.12.1442) | Albrecht II Habsburg, książę Austrii, margrabia Moraw, król Niemiec, Czech, Węgier, Chorwacji, książę Luksemburga (10.08.1397–27.10.1439) Elżbieta Luksemburska, cesarzówna Niemiec, królewna i królowa Niemiec, Czech i Węgier (27.11.1409–25.12.1442) |
| Rodzice                                                         | Kazimierz IV Jagiellończyk, król Polski (30.11.1427–7.06.1492) Elżbieta Rakuszanka, królowa Polski, wielka księżna litewska (1437–30.08.1505) | Kazimierz IV Jagiellończyk, król Polski (30.11.1427–7.06.1492) Elżbieta Rakuszanka, królowa Polski, wielka księżna litewska (1437–30.08.1505)                               | Kazimierz IV Jagiellończyk, król Polski (30.11.1427–7.06.1492) Elżbieta Rakuszanka, królowa Polski, wielka księżna litewska (1437–30.08.1505) | Kazimierz IV Jagiellończyk, król Polski (30.11.1427–7.06.1492) Elżbieta Rakuszanka, królowa Polski, wielka księżna litewska (1437–30.08.1505)              | Kazimierz IV Jagiellończyk, król Polski (30.11.1427–7.06.1492) Elżbieta Rakuszanka, królowa Polski, wielka księżna litewska (1437–30.08.1505) | Kazimierz IV Jagiellończyk, król Polski (30.11.1427–7.06.1492) Elżbieta Rakuszanka, królowa Polski, wielka księżna litewska (1437–30.08.1505) | Kazimierz IV Jagiellończyk, król Polski (30.11.1427–7.06.1492) Elżbieta Rakuszanka, królowa Polski, wielka księżna litewska (1437–30.08.1505) | Kazimierz IV Jagiellończyk, król Polski (30.11.1427–7.06.1492) Elżbieta Rakuszanka, królowa Polski, wielka księżna litewska (1437–30.08.1505) |
| Święty Kazimierz Jagiellończyk, królewicz (3.10.1458–4.03.1484) | | | | | | | | |